# Philosophische Fakultät der Karls-Universität

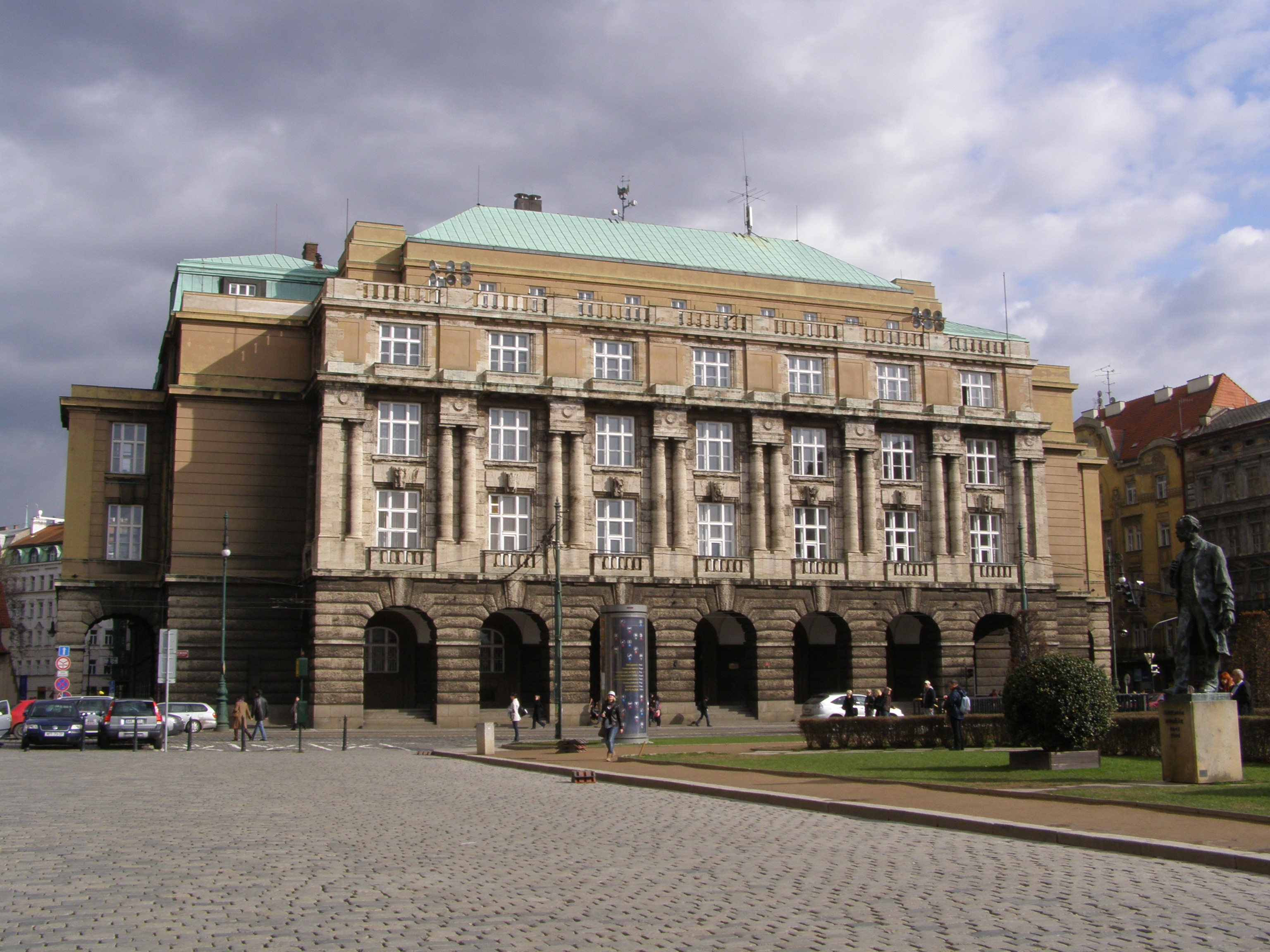
Das Hauptgebäude der Philosophischen Fakultät am Jan-Palach-Platz

Die Philosophische Fakultät der Karls-Universität (Filozofická fakulta Univerzity Karlovy, FF UK) in Prag wurde im Jahre 1348 als eine von vier ursprünglichen Fakultäten der Karls-Universität gegründet. Zum Zeitpunkt der Gründung wurde sie Fakultät der freien Künste oder Artistenfakultät genannt. Sie stellt ein traditionelles Bildungszentrum und eine der wichtigsten humanistisch orientierten Bildungsinstitutionen in Tschechien dar. An der zweitgrößten tschechischen Fakultät studieren ca. 8000 Studierende mehr als 70 Studienfächer und unterrichten 700 Pädagogen.

## Geschichte

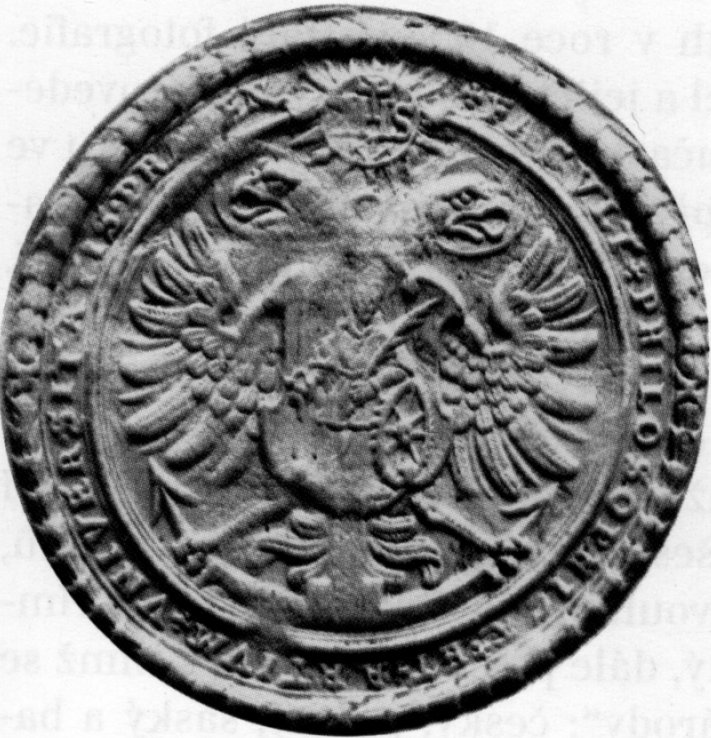
Das Fakultätssiegel der Prager Philosophischen Fakultät aus der zweiten Hälfte des 17. Jahrhunderts, auf dem neben dem Kaiseradler mit einem Anker und Buchstaben IHS die Schutzpatronin der Fakultät und der Philosophen, die heilige Katharina von Alexandrien mit ihren Attributen des Martyriums – dem Schwert, dem Rad und dem Palmzweig – abgebildet wird

Unter dem Namen Fakultät der freien Künste wurde die Fakultät von Karl IV. am 7. April 1348 als eine von vier ursprünglichen Fakultäten der Karls-Universität in Prag gegründet. Das Wort „philosophisch“ in ihrem Namen hängt damit zusammen, dass die Philosophie früher anders betrachtet wurde als heute, und zwar als die Wissenschaft oder die Liebe zur Weisheit. Damals war es üblich zuerst die Fakultät der freien Künste zu absolvieren, an der sich die Studierenden einer rhetorischen und philosophischen Ausbildung unterzogen. Darum wurde die Fakultät bald die größte der Universität und im Jahre 1366 widmete Kaiser Karl IV. den Meistern der freien Künste das repräsentative Gebäude Collegium Caroli.
Nach den Hussitenkriegen wurde die Fakultät der freien Künste für die nächsten zwei Jahrhunderte Kern der Universität. Seit dem 17. Jahrhundert hieß sie Philosophische Fakultät und bis zur Mitte des 19. Jahrhunderts bot sie den künftigen Studierenden anderer Fakultäten eine höhere Vorbereitungsbildung an. Man konnte neben Philosophie auch Ästhetik, Pädagogik, Mathematik, Astronomie, Natur- und Ingenieurwissenschaften, Wirtschaftswissenschaft und Geschichte studieren. Im 19. Jahrhundert entwickelten sich Orientalistik, Archäologie, Religionswissenschaft und philologische Studienfächer wie Bohemistik, Romanistik, Anglistik oder Hebraistik. In der zweiten Hälfte des 19. Jahrhunderts liberalisierte sich die Bildung und seit 1897 war das Studium an der Fakultät auch für Frauen zugänglich.
Trotz der Teilung der Universität in eine deutsche und eine böhmische Lehranstalt im Jahre 1882 und der Gründung der selbständigen Naturwissenschaftlichen Fakultät im Jahre 1920 spielte die Philosophische Fakultät weiterhin eine Schlüsselrolle, bis 1939, als die Universität von den Nationalsozialisten geschlossen und die Lehrer und die Studierenden verfolgt wurden.
Nach der Befreiung im Jahre 1945 etablierte sich die Philosophische Fakultät wieder. Der Februarumsturz der kommunistischen Partei im Jahre 1948 bedeutete aber die Beendigung dieser Entwicklung, denn viele hervorragende Pädagogen waren gezwungen, die Fakultät zu verlassen, und der Marxismus-Leninismus wurde ein obligatorisches Fach, weshalb das Prestige der Fakultät sank. In den sechziger Jahren waren wieder viele bedeutende Persönlichkeiten an der Fakultät tätig. Der Reformprozess wurde jedoch durch die sowjetische Okkupation 1968 und den folgenden Prozess der sogenannten Normalisierung beendet. Der Student Jan Palach verbrannte sich aus Protest gegen die Passivität und die Konformität der Mehrheit der tschechoslowakischen Gesellschaft selbst.
Die Fakultät etablierte sich erst nach der Samtenen Revolution und dem Rücktritt der kompromittierten Exponenten im Jahre 1989 wieder und ist eines der größten und bekanntesten Hochschulinstitute in Tschechien. Aufgrund der jahrhundertelangen Tradition, der erfolgreichen wissenschaftlichen und pädagogischen Tätigkeit und des breiten Angebots an Studienfächern hat sie auch einen internationalen Ruf. Am 21. Dezember 2023 ereignete sich im Hauptgebäude der Philosophischen Fakultät ein Amoklauf mit 14 Todesopfern.

## Persönlichkeiten
Während der fast sieben Jahrhunderte dauernden Existenz haben zahlreiche bedeutende Persönlichkeiten an der Philosophischen Fakultät studiert und gearbeitet.
- der Kirchenreformator Jan Hus
- der Jurist Viktorin Kornel ze Všehrd
- die Philosophen Bernard Bolzano, Ernst Mach, Jan Patočka
- der Archäologe Bedřich Hrozný
- der Historiker Josef Pekař
- die tschechoslowakischen Präsidenten Tomáš Garrigue Masaryk und Edvard Beneš
- der Nobelpreisträger für Chemie Jaroslav Heyrovský
- die Literaturwissenschaftler F. X. Šalda, Jan Mukařovský, René Wellek
- der Dichter Jaroslav Vrchlický
- der Physiker Albert Einstein
- der Schriftsteller Karel Čapek
- Jan Palach

Derzeit unterrichten an der FF UK Persönlichkeiten wie der Übersetzer Martin Hilský, der Theologe Tomáš Halík und der Ägyptologe Miroslav Verner.
Von den Persönlichkeiten der tschechischen Kulturszene studierten hier die Schriftsteller Michal Viewegh, Miloš Urban, Radka Denemarková, Petra Hůlová, der Komponist Miroslav Srnka, die tschechische Ombudsfrau Anna Šabatová und die Politologin Vladimíra Dvořáková, die Vorsitzende der Akkreditierungskommission der Tschechischen Republik ist.

## Studium

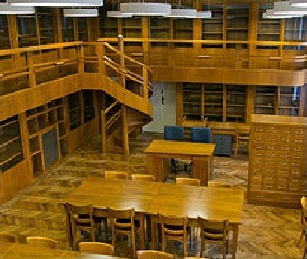
Historische Zimmer mit Originalmöbeln aus dem Jahr 1930

Die Philosophische Fakultät übertrifft an Anzahl der Studierenden die Mehrheit der tschechischen Hochschulen. Sie hat das breiteste Angebot an Studienfächern, die gewöhnlich nur von einer geringen Anzahl der Hörer studiert werden. Zu diesen kleinen Studienfächern gehören Arabistik, Iranistik, Turkologie, Koreanistik, Logik und Ästhetik. So eine Tiefenbildung in verschiedenen kleinen Studienfächern gibt es an keiner anderen Fakultät in Tschechien.
Die Philosophische Fakultät der Karls-Universität ist die einzige Fakultät in Europa, an der man alle Sprachen der Europäischen Union studieren kann. Neben germanischen, romanischen und slawischen Sprachen werden auch afrikanische Sprachen, Albanisch, Bengalisch, Hebräisch, Hindi, Japanisch, Mongolisch und Sanskrit unterrichtet.
Zu den nach der Anzahl der Studierenden größten Fächern gehören Bohemistik, Anglistik, Germanistik, Hispanistik, Romanistik, Geschichte und Philosophie. Daneben bietet die Philosophische Fakultät ein breites Spektrum von Disziplinen, z. B. traditionelle Philosophie, Religionswissenschaft, Logik, Ästhetik, Pädagogik, Psychologie, Soziologie, Politologie, Andragogik, Theater- und Filmwissenschaft und ein progressives Studium im Bereich der neuen Medien.
Aufgrund der zahlreichen internationalen Austauschprogramme verbringen viele Studierende einen Teil ihres Studiums im Ausland und Hunderte von ausländischen Studierenden kommen jedes Jahr nach Prag. Zu den Austauschprogrammen gehören Erasmus+, DAAD, Aktion, CEEPUS, International Visegrad Fund, Regierungsstipendien und eine Reihe von bilateralen Verträgen zwischen der Philosophischen Fakultät und den ausländischen Universitäten in der ganzen Welt.
| Studienbereiche         | Studienfächer |
| ----------------------- | --- |
| Geschichte              | Archäologie der Urzeit und des Mittelalters, Ägyptologie, Archivwesen und historische Hilfswissenschaften, Geschichte und Kultur der islamischen Länder, Geschichte und Kultur des östlichen Mittelmeerraum im Altertum, Geschichte der Antik, Geschichte, Wirtschafts- und Sozialgeschichte, Tschechische Geschichte im europäischen Kontext, Jüdische Studien u. a. |
| Sprache und Literatur   | Allgemeine Linguistik, Anglistik – Amerikanistik, Deutsche Sprache und Literatur, Finnische Studien, Französische Philologie, Hispanistik, Indologie, Iranistik, Italianistik, Japanische Studien, Koreanistik, Mongolistik, Niederländische Sprache und Literatur, Phonetik, Portugalistik, Russistik, Schwedische Studien, Sinologie, Übersetzen und Dolmetschen (Deutsch, Englisch, Französisch, Russisch, Spanisch), Tschechische Sprache und Literatur, Tsiganologie |
| Mensch und Gesellschaft | Psychologie, Soziologie, Soziologisch-ökonomische Studien, Politologie, Politische Theorien, Philosophie, Religionswissenschaft, Andragogik und Personalmanagement, Pädagogik, Sozialpädagogik, Neue Medien, Informationswissenschaft und Bibliothekenlehre |
| Kunst                   | Ästhetik, Filmwissenschaft, Kunstgeschichte, Musikwissenschaft, Theaterwissenschaft |
| Lehrerausbildung        | Tschechische Sprache und Literatur für weiterführende Schulen, Tschechisch als Fremdsprache, Lateinische Sprache und Literatur für weiterführende Schulen |

## Öffentliche Veranstaltungen
Im Zusammenhang mit der sog. dritten Funktion der Universität hält die Philosophische Fakultät für wichtig, dass die Fachleute nicht nur lehren und in der Forschung tätig sind, sondern auch, dass sie einen Beitrag zur aktuellen öffentlichen Debatte leisten. Deshalb werden verschiedene Workshops, Vorlesungen und Festivals für die breite Öffentlichkeit, Schüler der Grundschulen und der weiterführenden Schulen und Senioren organisiert:
- das Interessenstudium für Senioren „Universität des dritten Lebensalters“
- Workshops für Kinder der 3. bis 9. Klasse der Grundschule „Kinderuniversität“
- das Festival „Open Square“
- das Festival „Woche der Vielfalt“
- die Veranstaltung „Tag der Wissenschaft“
- „Nacht der Philosophie“

An der Fakultät haben öffentliche Diskussionen mit solchen Persönlichkeiten wie dem Dalai Lama, Madeleine Albright, dem chinesischen Dissidenten Ai Weiwei und dem russischen Historiker Andrei Subow stattgefunden.

## Studentenleben und Studentenrat
An der Philosophischen Fakultät gibt es ca. 30 Studentenorganisationen und Initiativen. Das Studentenleben hat eine starke und lange Tradition. Die Philosophische Fakultät ist übrigens die einzige Fakultät in der Tschechischen Republik, an der die Studierenden die Hälfte des Akademischen Senats darstellen. Deshalb können sie sowohl das Geschehen an der Fakultät, als auch ihre Führung stark beeinflussen.
An der Fakultät ist der Studentenrat tätig, der das exekutive Organ der zivilgesellschaftlichen Organisation Studentský fond FF UK darstellt. Die Organisation wurde von den Studierenden gegründet, die an der Revolution 1989 teilgenommen haben, und sie vertritt oft die Studierenden der Fakultät beim Handeln mit ihrer Leitung, bzw. der Universität. Der Rat unterstützt regelmäßig finanziell ausgewählte Studentenprojekte, z. B. Zeitschriften, Theatervereine, Festivals und öffentliche Vorlesungen. Jedes Jahr wird eine Broschüre für die Studierenden im ersten Jahrgang herausgegeben, damit sie sich besser an der Fakultät auskennen. Zugleich vorbereitet der Rat die Veranstaltung FAUST, bei der die neuen Studierenden auf eigenartige Weise auf dem akademischen Boden begrüßt werden.